# Entra nella mia vita
Entra nella mia vita (titolo originale Entra en mi vida) è un romanzo di Clara Sánchez, pubblicato in Spagna nel 2012 e in Italia nel 2013.

## Trama

### Voci narranti
I due narratori sono anche i due protagonisti: Verónica, che scoprendo l'esistenza di una sorella sottratta ai genitori al momento della nascita ne comincia la ricerca; Laura, la sorella di Verónica, che ignara di tutto, vive insieme alla madre adottiva Greta ed alla nonna Lilì. 
Le due ragazze alternano le loro voci per raccontare la loro vita, le loro esperienze, i propri dubbi.

### Trama
Verónica all'età di 10 anni trova in una cartellina contenente dei documenti, la foto di una bambina. Il suo intuito le suggerisce che è meglio non fare domande ai genitori, soprattutto perché Betty, la madre, è sempre triste. Betty infatti, due anni prima che nascesse Verónica, aveva dato alla luce una bambina che era stata subito dichiarata morta. Ma la donna non ha mai creduto a questa cosa, è sempre stata convinta che sua figlia fosse nata viva e che le era stata sottratta al momento della nascita. 
Nel corso degli anni Verónica si convince sempre più che le discussioni e i malumori in casa sua nascondano qualcosa di cui nessuno vuole parlare e che sono collegati alla foto di quella bambina. Quando Veronica cresce, la madre si ammala e decide di continuare le ricerche di quella bambina, Laura, che Betty aveva interrotto. Nel frattempo anche Laura è cresciuta, e vive insieme alla madre, Greta, ed alla dispotica nonna, Lilì, in un clima di oppressione e segretezza. Quando finalmente trova Laura, capisce che dietro alla sparizione di questa sorella ci sono le trame della più cara amica di Betty, Ana, che è sempre stata presente nella loro vita, ma della quale loro non sanno nulla. Infatti Ana è molto amica anche di Greta, la madre di Laura, ed è stata lei che nel corso degli anni ha manovrato ed ostacolato le ricerche di Betty. Anche lo psicologo presso il quale era in cura Betty, è coinvolto nella sparizione di Laura, e ha sempre cercato di convincere la donna che la sua era una fissazione e che la sua bambina era morta durante il parto. Quando le due ragazze si ricongiungono cominciano a scavare nel loro passato e a riunire tutti i tasselli di un puzzle. Ana, insieme ad una suora e ad alcuni medici provvedeva a sottrarre bambini appena nati alle loro madri e a rivenderli..

## Incipit
Sull'ultimo ripiano dell'armadio dei miei genitori, avvolta in una coperta, c'era una cartella di pelle di coccodrillo che nessuno usava mai. Per prenderla dovevo tirare fuori la scala di alluminio dalla lavanderia e salire fino al gradino più alto. Prima, però, dovevo cercare la piccola chiave che apriva la cartella tra gli orecchini, i bracciali e gli anelli del portagioie di mia madre.

## Finale
C'era un buon odore e Laura mi aprì la porta con uno dei vestitini firmati che aveva recuperato nella sua vecchia casa e i capelli lunghi, lisci e brillanti come un lingotto d'oro. Mi disse entusiasta che doveva mostrarmi delle lenzuola che aveva comprato a un prezzo stracciato e, mentre la seguivo in casa, mi ricordai di mia madre e mi sentii quasi male per quanto incomprensibile, abissale, dolorosa e allegra è la vita.